# Корссен, Вильгельм Пауль
Вильгельм Пауль Корссен (нем. Wilhelm Paul Corssen, также Corßen; 20 января 1820, Бремен, — 18 июня 1875) — немецкий педагог, языковед и археолог.

## Биография
Его главные труды: «Origines poesis Romanae» (Берлин, 1844); капитальное произведение «Ueber Aussprache, Vokalismus und Betonung der lat. Sprache» (Лейпциг, 1858—1859); «Kritische Beiträge zur lat. Formenlehre» (там же, 1866); «Ueber die Sprache der Etrusker» (1874—1875); «Beiträge zur italischen Sprachkunde» (1876).